# Ampulex sodalicia
Ampulex sodalicia är en  stekelart som beskrevs av Kohl 1893. Ampulex sodalicia ingår i släktet Ampulex och familjen Ampulicidae. Inga underarter finns listade i Catalogue of Life.